# Croton tenuicaudatus
Croton tenuicaudatus är en törelväxtart som beskrevs av Cyrus Longworth Lundell. Croton tenuicaudatus ingår i släktet Croton och familjen törelväxter. Inga underarter finns listade i Catalogue of Life.